# Lex Barker
Lex Barker, vlastním jménem Alexander Crichlow Barker Jr. (8. května 1919,  Rye, New York, USA – 11. května 1973 New York), byl americký herec.
Jeho otcem byl Alexander Crichlow Barker Sr. původem z Kanady, jeho matka Marion Thornton Bealsová ze Spojených států amerických. Jeho otec později pracoval jako burzovní makléř. Lex Barker měl starší sestru Fredericu Amelii Barlowovou (1917–1980). V mládí navštěvoval Fessenden School a absolvoval Akademii Phillips Exeter. Poté začal studovat na Princetonské univerzitě, ale studium ukončil, aby se, k nelibosti své rodiny, připojil k divadelní společnosti. Byl pětkrát ženatý. Uměl mluvit čtyřmi jazyky: francouzsky, španělsky, italsky a částečně německy.

## Filmová kariéra
Ve Spojených státech amerických proslul zejména v roli Tarzana, kterého v letech 1949–1953 ztělesnil v pěti filmech. V Evropě se proslavil jako představitel filmového Old Shatterhanda ze západoněmeckých filmů natočených v 60. letech 20. století na motivy knih Karla Maye. V těchto filmech jeho pokrevního bratra Vinnetoua, náčelníka indiánského kmene Apačů ztvárnil francouzský herec Pierre Brice. Hrál ve více než 50 filmech. Pětkrát ztvárnil Tarzana a v letech 1962–1968 sedmkrát Old Shatterhanda. Hrál také Robina Hooda ve filmu Robin Hood a piráti a mnoha dalších westernových, kriminálních a dobrodružných filmech.
Ke konci života holdoval hojně alkoholu. Zemřel tři dny po svých 54. narozeninách, 11. května 1973 na infarkt myokardu na newyorské ulici, kde se setkal se svou snoubenkou, herečkou Karen Kondazianovou. Pohřeb byl v New Yorku. Jeho ostatky byly zpopelněny a popel jeho žena Carmen Cervera převezla do Španělska.

## Filmografie (částečná)
- 1945 Doll Face – Jack,Coast Guardsman
- 1946 Miluješ mě? – Party Guest
- 1946 Dva kluci – Fred
- 1946 Cloak a Dagger – ?
- 1947 Berlínský expres – Soldier
- 1949 Tarzan:Magická Fontána – Tarzan
- 1950 Tarzan a krásná slečna – Tarzan
- 1951 Tarzanovo dobrodružství – Tarzan
- 1952 Tarzan (film) – Tarzan
- 1953 Tarzan:Ona mrtvá – Tarzan
- 1958 Captain Falcon – Pietro
- 1960 Terorista s červenou maskou – Marko
- 1960 Sladký život
- 1960 Robin Hood a piráti – Robin Hood

### Filmy na téma Vinnetou
- 1962 Poklad na Stříbrném jezeře
- 1963 Vinnetou
- 1964 Old Shatterhand
- 1964 Vinnetou - Rudý gentleman
- 1965 Vinnetou - poslední výstřel
- 1966 Vinnetou a míšenka Apanači
- 1968 Vinnetou a Old Shatterhand v údolí smrti

## Další filmy podle knih Karla Maye
- 1965 Poklad Aztéků
- 1965 Pyramida boha Slunce
- 1964 Žut
- 1965 Divokým Kurdistánem
- 1965 V říši stříbrného lva